# 소네역 (효고현)
소네역(일본어: 曽根駅 소네에키[*])은 일본 효고현 다카사고시에 위치한 서일본 여객철도의 역이다.

## 역 구조
쌍단식 승강장으로 2면 2선의 지상역이다. 이전에는 단식·섬식 복합형이었다가 2번선 (중선)의 철거로 인해 쌍단식 구조가 되었다. 이 때문에 2번선은 결번이다.
어번 네트워크 구역의 일부로 이코카 및 제휴 IC 카드의 사용이 가능하다.

### 승강장
| 1 | ■ JR 고베 선 (상행) | 산노미야・오사카 방면 |
| 3 | ■ JR 고베 선 (하행) | 히메지·아이오이 방면  |

역 업무는 서일본여객철도 교통 서비스에 위탁되어 있다. 승강장이 반경 약 500m 정도의 커브로 되어 있어 (히메지 방면으로 오른쪽 커브), 정차 시에 열차가 크게 기울어져 차량 문 (3도어 차량의 경우 양단 문)과 승강장 사이가 비교적 넓다. 또 커브가 있기 때문에 통과 열차는 시속 100km 정도의 제한을 받는다.
개찰구·1번 승강장과 3번 승강장에 있는 섬식 승강장까지는 계단으로 연결되어 있지만 엘리베이터나 에스컬레이터는 설치되어 있지 않다.

## 역사
개업 당초 소네 역의 소재지는 인난 군 아미다 촌이었기 때문에 아미다역이라는 이름을 가지고 있었다. 철도 창가(鉄道唱歌) 제2집 산요·규슈 편에도 '아미타는 절의 소리를 듣고…'(일본어: 阿弥陀は寺の音に聞き… 아미다와테라노오토니키키[*])에서 '아미다'라는 역명이 등장한다. 덧붙여 현재의 소재 지명도 다카사고시 소속의 "아미다"이다.
그러나 1900년 호덴역이 건설될 때 호덴이라는 명칭을 인난 군 아미다 촌에 소재한 돌의 보전(石の宝殿 이시노호덴[*])에서 따오면서, 소네 덴만구(曽根天満宮)에 있는 스가와라노 미치자네가 심은 소나무에서 유래한 '소네의 소나무 역'에서 따와 현재의 소네 역으로 개칭하였다.
- 1888년 12월 23일: 산요 전기 철도 아카시역 ~ 히메지역 간의 개통과 동시에 개업. 당시에는 아미다 역이었다.
- 1893년 4월 21일: 고베에서 45.8km 정도 떨어진 곳 (원래 위치에서 동쪽으로 약 0.8km 이동)으로 이전.
- 1902년 3월 1일: 소네 역으로 개칭.
- 1906년 12월 1일: 산요 철도의 국유화에 따라 일본국유철도 소속이 되었다.
- 1907년 11월 1일: 현재 위치 (고베 기점 46.4km 지점)으로 재차 이전.
- 1909년 10월 12일: 노선 명칭 제정으로 산요 본선의 소속이 되었다.
- 1982년 11월 15일: 화물 취급 폐지.
- 1987년 4월 1일: 민영화에 따라 서일본 여객철도의 소속이 된다.
- 2003년 11월 1일: 이코카의 사용이 개시되었다.

## 인접정차역
| 서일본 여객철도 산요 본선 | 서일본 여객철도 산요 본선 | 서일본 여객철도 산요 본선 |
| ------------------------- | ------------------------- | ------------------------- |
| 호덴 마이바라 방면        | ■ JR 고베 선 보통         | 히메지벳쇼 히메지 방면    |